# Scelta

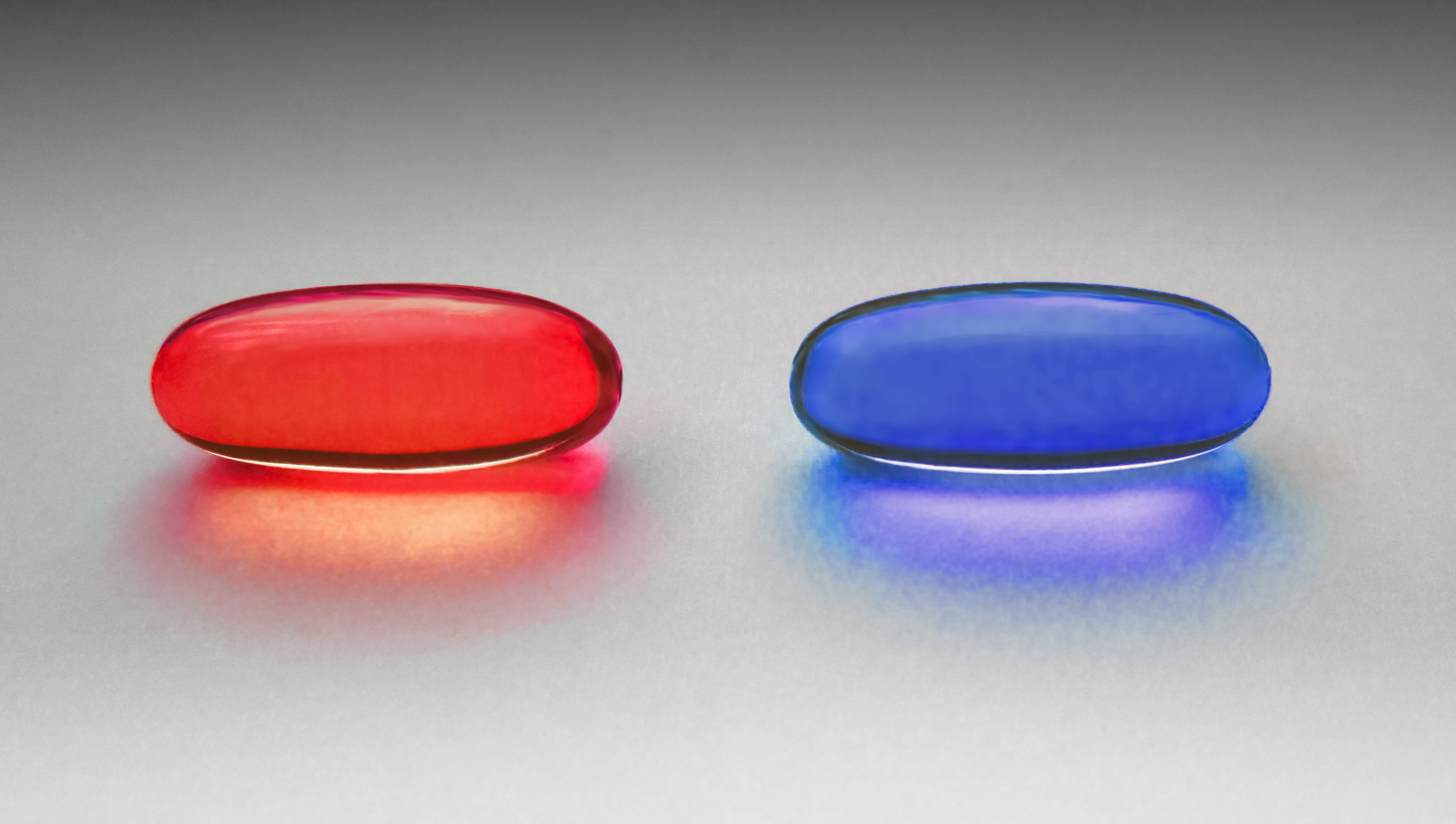
La celebre scelta tra pillola rossa e pillola blu nel film Matrix

La scelta è un atto volontario, razionale o impulsivo, che avviene nel momento in cui si presentano più alternative possibili delle quali assumendone una, e talora più di una, si può tradurre il giudizio in una successiva e conseguente azione.

## Storia del concetto

### Platone
Platone teorizza, tramite il mito, il concetto di scelta attraverso il racconto di Er un tentativo di conciliare i termini contrapposti di caso, necessità e libertà.
Nel mito Er, un soldato morto in battaglia che ha l'avventura di resuscitare, racconta che nell'al di là le anime vengono a caso sorteggiate per scegliere tra quali vite reincarnarsi. Chi è stato scelto tra i primi è sì avvantaggiato, perché ha una scelta tra molte alternative, ma anche chi sceglie per ultimo ha molte possibilità di libera scelta perché il numero dei modelli di vita possibili offerto è più grande di quello delle anime che però non è detto che sappiano scegliere bene. 
Quindi il caso non assicura una scelta felice mentre determinanti potranno essere i trascorsi dell'ultima reincarnazione. Scegliere, nella visione platonica, significa infatti essere coscienti criticamente del proprio passato per non commettere più errori e avere una vita migliore.
Le Moire renderanno poi la scelta della nuova vita immodificabile: nessuna anima, una volta operata la scelta potrà cambiarla e la sua vita terrena sarà segnata dalla necessità.
Le anime berranno poi le acque del fiume Lete ma quelle che lo hanno fatto in maniera smodata dimenticheranno la vita precedente, mentre i filosofi, che guidati dalla ragione hanno bevuto moderatamente, manterranno il ricordo del mondo delle idee a cui potranno ispirarsi per ampliare la loro conoscenza durante la nuova vita.

### Aristotele
Per Aristotele il fine di ogni azione morale non può che essere il bene e quindi la scelta si deve riferire ai mezzi per realizzarlo e per questo non si può prescindere dalla ragione e dalla libera volontà. Un'azione volontaria e libera infatti è quella che nasce dall'individuo stesso e non da condizionanti fattori esterni, sempre che vi sia nel soggetto un'adeguata predisposta conoscenza di tutte le circostanze particolari che contornano la scelta: tanto più accurata sarà questa indagine tanto più libera sarà la scelta corrispondente.

### San Tommaso
Come per Aristotele anche San Tommaso è convinto che ogni forma di sapere, ogni scelta sono orientate ad un loro specifico fine e, dato che il bene è ciò verso cui ogni cosa tende, la molteplicità fattuale di questa tendenza produce un'altrettanta irriducibile molteplicità di fini, e quindi, di beni. L'uomo allora, dotato di libero arbitrio è predisposto con la scelta ad agire per conseguire non il bene assoluto, ma beni particolari.

### Kant
Secondo Kant la scelta, sia razionale che impulsiva, è sempre libera nel senso che dopo la spinta impulsiva sarà la ragione a decidere liberamente l'azione morale:

### Søren Kierkegaard
Centrale nella filosofia di Kierkegaard è il problema della scelta. L'uomo, in quanto singolo, in quanto individuo diventa ciò che è come conseguenza delle sue scelte. Non esistono regole morali, è l'individuo che crea del tutto liberamente la sua etica ed è responsabile delle sue libere scelte e delle sue azioni. L'individuo non può, del resto, fare a meno di compiere scelte, perché anche non scegliere, nella concreta situazione dell'esistenza, è in realtà una scelta: 
La vita dell'uomo non è già prefissata, non è guidata dall'istinto, ma è segnata dalla possibilità di scegliere. Nell'esistenza umana nulla è necessario: tutto è possibile, a differenza di quanto sostiene Hegel che nella dialettica tesi-antitesi vede il necessario progressivo superamento della sintesi. Per Kierkegaard invece l'uomo si dibatte tra i termini opposti (aut-aut) di possibili infinite scelte.
Nasce così il sentimento dell'angoscia come contrappeso alla libertà di scelta di fronte all'infinità delle possibili scelte.

### Martin Heidegger
Mentre per le metafisiche passate, come ad esempio quella hegeliana, la morte aveva per lo più rappresentato un ostacolo al procedere della ragione assoluta di cui l'uomo era ritenuto portatore, la filosofia heideggeriana vuole mostrare che solo attraverso la morte l'uomo si costituisce come coscienza trascendentale, che "aprendo al mondo" lo fa venire all'essere. La morte, infatti, si differenzia da ogni altra possibilità di scelta che l'uomo può trovarsi ad avere nella sua esistenza, perché non solo è una possibilità permanente con cui dovrà misurarsi comunque, ma è l'unica che, quando si realizzi, annulla e rende impossibili tutte le altre: morendo si perde infatti ogni altra possibilità di scelta. Solo la morte, però, è costitutiva dell'esserci come tale, cioè come Dasein, mentre le altre possibilità non realizzano la sua vera caduca essenza.
Scegliendo di vivere una possibilità particolare come fondamentale e ineludibile (ad esempio dedicandosi totalmente alla famiglia, o al guadagno, o ad un mestiere specifico), l'uomo sviluppa un'esistenza inautentica. Questa è connotata da un'uniformità di tipo circolare, per la quale egli tende a ricadere in futuro nei modi di essere del passato, o in situazioni già vissute, conducendo un'esistenza quotidiana sostanzialmente insignificante e anonima, dove prevale l'adeguamento a modelli impersonali dettati dal termine «si» (man in tedesco) ossia alle convenzioni dei vari «si dice» o «si fa».
Per ritrovare l'"autenticità" dell'esistenza, termine ripreso da Kierkegaard ma in un senso nuovo, occorre fare della morte il cardine delle proprie possibilità di scelta, non in un'ottica pessimistica, ma anzi per trascendere le situazioni particolari in cui di volta in volta ci si viene a trovare: per evitare cioè l'irrigidimento in esse, salvaguardando la propria trascendenza e la propria libertà, la cui essenza è proprio la possibilità di scelta.
Il sentimento che mantiene aperta sull'uomo la minaccia della morte è l'angoscia, che non è da intendere come timore, altrimenti foriero di debolezza e di desiderio di fuga dal proprio destino, ma va vista come il momento di comprensione emotiva della propria nullità. Di fronte all'angoscia, infatti, «l'uomo si sente in presenza del niente, dell'impossibilità possibile della sua esistenza». Solo l'angoscia, mostrando ogni situazione alla luce della morte, gli consente di realizzare la storicità dell'esistenza, evitando di cristallizzarla su possibilità già verificatesi; e d'altro lato, vivendo per la morte, l'uomo riesce ad accettare più liberamente anche quelle circostanze che tendono a ripetersi, per poter restare fedele al destino suo e della comunità cui appartiene.

## La certezza della scelta
La scelta oltre che a riguardare la libertà del volere è evidentemente connessa al fatto che le opzioni che si offrono a chi deve risolvere il problema morale siano realmente presenti e ben identificabili ma è stato osservato che 
difficilmente, nella realtà, si sceglie tra alternative dalle conseguenze chiaramente negative ed altre che conducono apparentemente a risultati positivi: 

### L'asino di Buridano
Nell'apologo dell'asino di Buridano tradizionalmente attribuito al filosofo Giovanni Buridano, si vuole invece indicare il caso di una scelta costituita da due elementi identici tali che la volontà si paralizzerebbe, a meno che non si scegliesse di non scegliere.
Leibniz discusse di questo paradosso nei suoi Saggi di teodicea osservando che in natura non esistono, come avviene invece in matematica, due realtà perfettamente identiche e che quindi l'azione umana è sempre determinata da una precisa causa, magari a noi sconosciuta ma esistente:

## Scelta morale e previsione scientifica
Diversamente dalla morale nelle scienze la scelta si fonda sulla previsione delle possibilità e la fecondità delle conseguenze